# Obretanov Vrh
Il monte Obretanov Vrh con 972 m s.l.m. è una cima della catena montuosa delle Caravanche Orientali. È situato nel comune di Črna na Koroškem in Slovenia, nella regione della Carinzia in Slovenia.